# Xestalgar
Xestalgar (en castellà i oficialment, Gestalgar, i en la parla xurra, Chestalgar) és un municipi del País Valencià que es troba a la comarca dels Serrans.

## Geografia
El terme de Xestalgar es troba travessat pel riu Túria, en una posició de transició cap al Camp de Túria. El riu passa molt propet del nucli urbà, el qual se situa en la seua banda esquerra. El Túria apareix encanonat al llarg de bona part del seu recorregut pel terme, excepte alguns espais plans que formen terrasses fluvials, sobretot en la seua part oriental. Cal destacar la gran roca de la Peña María, als peus de la qual brolla una font que, junt amb l'anomenada Fuente Grande, abastix la població. Molt prop es troba la font del Morenillo, amb una cascada.
La superfície del terme és en general muntanyosa, amb terreny molt accidentat per la serra de Xiva, que hi penetra pel sud en dos ramals (la serra dels Boscos i la serra de Santa Maria) i arriba als 1.107 msnm al cim del Burgal, fitant amb el terme de Xera. A més, els contraforts de les muntanyes de Xulilla s'estenen pel nord. Les zones planes són les terrasses del Túria, al voltant dels 200 msnm, i a més altitud, els plans de l'Olivar i Gabaldón. Són plans elevats d'una certa importància el de Llanos del Higueral i El Campillo, que té una extensió considerable i aplega uns 750 m d'altitud. Hi ha nombrosos barrancs, com ara els del Regajo, Barco, Morenillo, Boquerillas i Escoba; i també hi abunden les fonts, entre les quals destaquen les de l'Alcaide, Pocino, Murté, Molinero, Antón Andrés i Peña Roya. Les terres no conreades estan cobertes de pins, romaní, savines i espart.
Xestalgar forma, junt amb Bugarra i Pedralba, una mena de subcomarca a la ribera del curs mitjà del Túria, la qual ha caigut tradicionalment dins de l'àrea d'influència de Llíria. No obstant això, el predomini lingüístic castellanoparlant d'estos municipis va fer que foren inclosos en la comarca dels Serrans. De fet, el municipi pertany a dues mancomunitats: Mancomunitat Camp de Túria i Mancomunitat La Serrania.

### Límits
El terme municipal limita amb Bugarra, Xulilla i Sot de Xera (a la mateixa comarca); amb Xera (a la comarca de la Plana d'Utiel-Requena); i amb Xest, Xiva i Setaigües (a la comarca de la Foia de Bunyol).

### Accés
Des de València, s'accedix a la localitat per la CV-35, agafant després la CV-376 i la CV-377 (per Llíria i Pedralba). Una altra possibilitat és accedir-hi per la A-3, prenent després la CV-370 i finalment la CV-379.

## Història

### Període anterior a 1238
Entre els vestigis humans prehistòrics trobats al terme de Xestalgar, trobem pintures rupestres neolítiques d'art esquemàtic als abrics de Las Clochas, al sud-oest del terme, descobertes l'estiu del 1979 per José Antonio del Valle, veí de Dosaigües, i catalogades i estudiades per diversos especialistes (Martínez Valle i Guillem Calatayud 2006). A més, s'hi han descobert restes eneolítiques, de l'edat del bronze i d'època ibera (Aparicio Pérez 1979, 1983 i 1984; Martínez Perona 1975). Les del Bronze són restes d'un poblat que es troba a la Terrosa, al nord-est del terme, i varen ser descrites per Pla Ballester el 1973 i per Martínez Perona el 1975.
Els altres vestigis d'ocupació humana del terme de Xestalgar corresponen ja a temps de la romanització: una làpida amb inscripció llatina trobada en una fondalada enfront del molí pròxim a la localitat, les restes d'una possible vil·la romana prop de l'encreuament de la carretera de Pedralba amb el riu Túria, i ceràmiques en la Loma i en la Pieza de Anastasio.

### 1238-1609
L'alqueria originària de Xest Algar és de fundació islàmica, però manquem de documents que ens hi permeten una aproximació cronològica. En efecte, la primera menció escrita de Xestalgar correspon a la seua incorporació a la Cristiandat, en produir-se la conquesta del territori pel rei Jaume I i la seua donació en 1238 a Roderic Ortiç. L'any 1255 fou venuda a Artal de Huerto, i donada el 1277 a Martí Roiç, qui la vengué a la Corona el 1295. A l'any següent, 1296, Jaume el Just la va vendre a Bernat Guillem d'Entença. El 1382, Guillem Ramon de Montcada i de Peralta intercanvià amb Pere II d'Urgell la baronia de Cervelló i les viles de Sant Vicenç dels Horts i Piera a canvi de la meitat de les baronies de Bunyol, Xiva i Xestalgar. Bona part de les transmissions del senyoriu entre nobles pot seguir-se al Cartulari de Xestalgar, transcrit i publicat per Manuel Pastor i Madalena (2004).
Des del punt de vista socioeconòmic, els habitadors de Xestalgar i del nucli de poblament annex de l'Andénia, tots mudèjars, quedaren feudalitzats i sotmesos al vassallatge dels successius senyors; el règim de tinença de les parcel·les era l'emfiteusi. Després de diversos traspassos entre nobles, a començaments de l'edat moderna passà a Salelles de Montpalau (1484). El llinatge Montpalau mantindria el senyoriu al llarg de dos segles.
La primera notícia que tenim respecte al volum demogràfic del Xestalgar mudèjar és de l'any 1488 i assignava a la vila 49 focs. L'escassa població es troba en consonància amb la tendència regressiva dels moros valencians al llarg de la baixa edat mitjana.
En efecte, la població de Xestalgar va ser mudèjar fins als batejos forçosos realitzats pels agermanats (Germanies) que es declararen extensius a tots els mudèjars del Regne de València (1525). Poc després, la mesquita esdevingué església, adscrita a la parròquia de Xulilla, de la qual s'independitzà el 1535. Malgrat ser nominalment "cristians nous", continuaren vivint segons costums islàmics, parlant l'àrab i practicant la religió musulmana d'amagat (criptomusulmans o moriscs). Felip III ordenà l'expulsió dels moriscs de la Monarquia Hispànica el 1609; just abans d'executar-se, el Cens de Caracena consignava a Xestalgar 270 focs, però uns altres estudis estimen la població de Xestalgar en 150 cases com a molt, ja que eixa xifra era la que donava el mateix senyor de Xestalgar, Baltasar de Montpalau, en una memòria posterior en la qual es queixava del perjuí econòmic que havia patit per l'expulsió. Segons els registres d'embarcament estudiats per Lomas Cortés, els expulsats de Xestalgar van ser un total de 472 persones, les quals abandonaren la Península pel port de Dénia el 25 de novembre de 1609 en tres vaixells francesos.

### 1609-1837

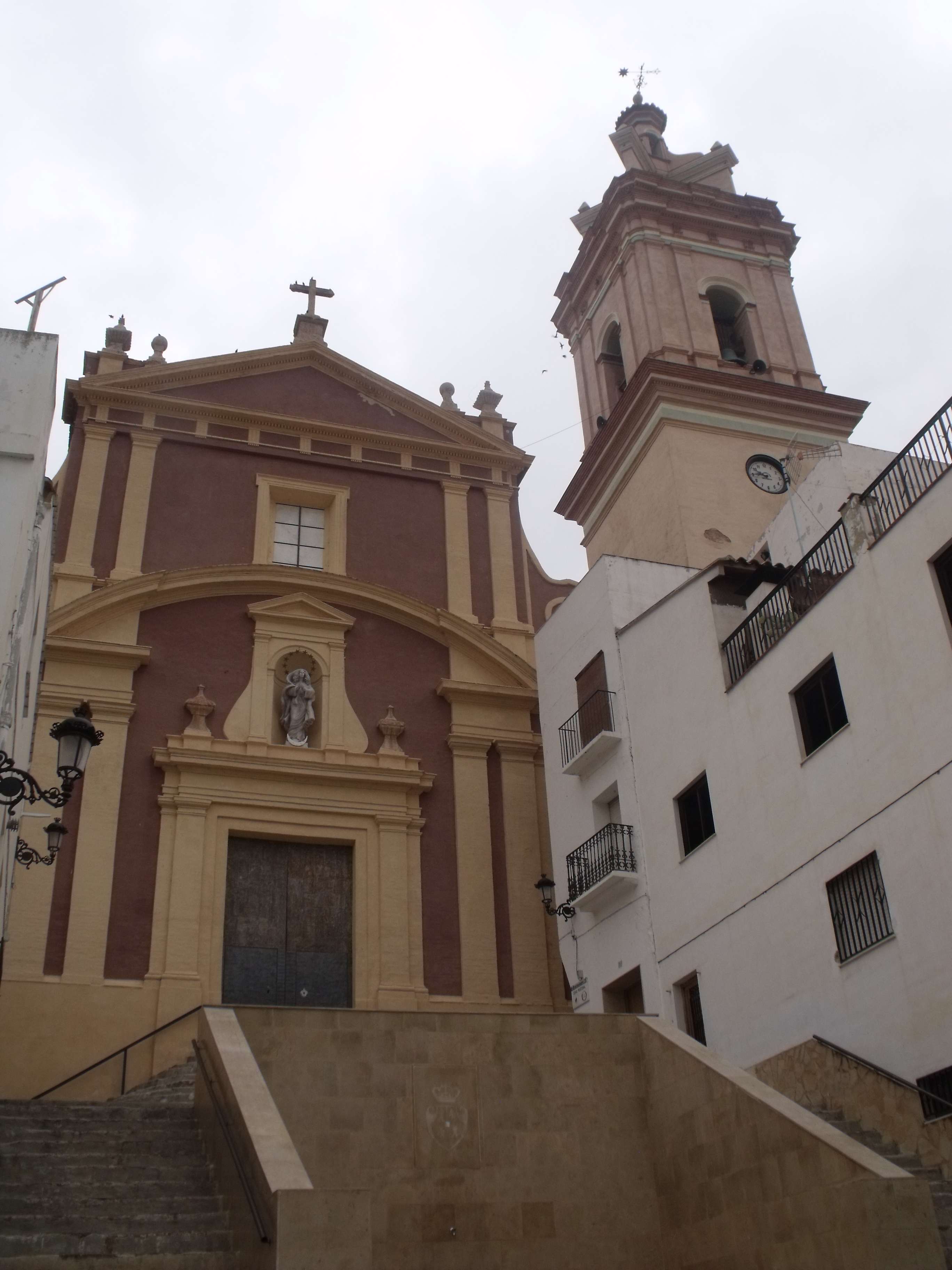
Façana de l'església de la Puríssima Concepció

Fou Baltasar de Montpalau qui repoblà la vila amb cristians vells després de l'expulsió dels moriscs, el mateix que més tard seria investit comte de Xestalgar per Felip IV. El susdit senyor va atorgar carta de població el 30 de maig del 1611 a 53 famílies, que ascendien a 62 pel gener de 1612, data dels establiments de cases i terres. Pel que fa als Montpalau, varen enllaçar amb els comtes de l'Alcúdia a finals del segle xvii i de Carlet, ja entrat el segle xviii.
Una generació després del repoblament, l'any 1646, Xestalgar només comptava amb 76 focs o llars, que augmentaren a 100 el 1681 segons va deixar escrit Vicent Marés, i a 133 segons dades de l'equivalent de l'any 1730. Els censos històrics posteriors oferixen dades d'habitants: el Cens d'Aranda (1768) documenta 739 persones i el de Floridablanca (1787) 928 persones. Per la seua banda, Cavanilles va documentar 260 cases vers l'any 1792.
Els problemes de límits amb Sot de Xera es produïren de manera intermitent al llarg de dos segles, entre 1654 i 1853. Amb Xulilla, però, les delimitacions van ser més estables i menys conflictives, gairebé les mateixes des del segle xiii.
Durant la Guerra de Successió (1705-1707 en terres valencianes) els veïns de Xestalgar donaren suport a l'Arxiduc Carles d'Àustria, i es negaren a pagar les càrregues senyorials a la comtessa, Francisca Felipa de Monsoriu Mompalau y Centelles (proborbònica), la qual recuperà el control del comtat rere la batalla d'Almansa (1707) encara que un grapat de miquelets xestalguins va resistir front als botiflers fins al 1714.
La darrera senyora feudal fou Josefa Dominga Catalá de Valeriola i Luján, duquessa d'Almodóvar, que fou comtessa de Xestalgar entre 1800 i 1814, quan va morir. Només publicar-se el seu testament, que havia atorgat el 1804, els habitants de Xestalgar conegueren que havia testat en favor de la seua pròpia ànima, dotant de fons econòmics les escoles de primeres lletres de Xestalgar i dels altres pobles que havien sigut de la seua jurisdicció. El 1811, a més a més, s'havia decretat a Espanya l'abolició dels senyorius. Per tot això, els xestalguins no comprenien que la Justícia d'aleshores reconegués al matrimoni Frígola-Mercader la "successió" del senyoriu, i després al seu gendre, Antonio de Saavedra, comte de l'Alcúdia. Però el 1837, la llei de 26 d'agost abolia definitivament el règim senyorial a Espanya, i el títol passà a ser una distinció només honorífica.

### Període subsegüent a l'extinció del senyoriu
S'han documentat algunes incursions carlines en la vila entre 1835 i 1838. El juliol del 1854 es va produir un enfrontament armat a la plaça de la Vila, que malgrat la "derrota" progressista va ser el preludi del Bienni Progressista. L'any 1888 el municipi de Xestalgar estava ja dotat d'un puesto de la Guàrdia Civil.
Des del punt de vista demogràfic, Xestalgar tenia 1.516 habitants segons el cens del 1857, el primer de la sèrie estadística de l'Estat, i va assolir el seu màxim històric l'any 1910, amb els seus 1.863 habitants de fet i 1.886 de dret.
El projecte franquista de Vilanova (1972), que planejava urbanitzar un territori de 1.300 hectàrees segregades dels municipis de Riba-roja de Túria, Loriguilla i Xestalgar topetà amb la l'oposició ferma i unànime dels xestalguins, i fou el seu municipi el primer que se'n va desmarcar (1973).

## Demografia
La seua població (1.755 habitants en l'any 1900) encara pujà a 1886 habitants de dret l'any 1910, però després s'estancà i des de 1950 ha patit un accelerat descens causat per l'èxode rural.
| 1990 | 1992 | 1994 | 1996 | 1998 | 2000 | 2002 | 2004 | 2005 | 2007 |
| ---- | ---- | ---- | ---- | ---- | ---- | ---- | ---- | ---- | ---- |
| 627  | 612  | 677  | 661  | 660  | 738  | 664  | 714  | 699  | 761  |

## Economia
El municipi de Xestalgar és essencialment agrícola. L'àrea no conreada ocupa 4.800 hectàrees, tres quartes parts del terme, amb clar predomini del matollar (3.500 hectàrees) sobre l'àrea forestal (1.200 hectàrees). El conreu ocupa 1.300 hectàrees de secà i més de 200 de regadiu pròximes al curs fluvial del Túria. El secà és dedicat sobretot a garroferes, oliveres i ametlers, mentre que el regadiu ho és sobretot a tarongers, i també a arbres fruiters i hortalisses. A més a més, hi ha bestiar oví i de cabrum.

## Política i govern

### Composició de la Corporació Municipal
El Ple de l'Ajuntament està format per 7 regidors. En les eleccions municipals de 26 de maig de 2019 foren elegits 4 regidors del Partit Socialista del País Valencià (PSPV-PSOE) i 3 del Partit Popular (PP).
| Eleccions municipals de 26 de maig de 2019 - Xestalgar                                                           |                                          |                                     |                                     |      |          |          |
| Candidatura | Candidatura                              | Candidatura                         | Cap de llista                       | Vots | Vots     | Regidors |
| | Partit Socialista del País Valencià-PSOE |                                     | Raúl Pardos Peiró                   | 248  | 61,69%   | 4 (-1)   |
| | Partit Popular                           |                                     | Pedro Cañete Sánchez                | 150  | 37,31%   | 3 (+1)   |
| | Vots en blanc                            |                                     |                                     | 4    | 1,00%    |          |
| Total vots vàlids i regidors                                                                                     | Total vots vàlids i regidors             | Total vots vàlids i regidors        | Total vots vàlids i regidors        | 402  | 100 %    | 7        |
| | Vots nuls                                | Vots nuls                           | Vots nuls                           | 14   | 3,37%    |          |
| Participació (vots vàlids més nuls)                                                                              | Participació (vots vàlids més nuls)      | Participació (vots vàlids més nuls) | Participació (vots vàlids més nuls) | 416  | 85,25%** |          |
| Abstenció | Abstenció                                | Abstenció                           | Abstenció                           | 72*  | 14,75%** |          |
| Total cens electoral                                                                                             | Total cens electoral                     | Total cens electoral                | Total cens electoral                | 488* | 100 %**  |          |
| Alcalde: Raúl Pardos Peiró (PSPV) (15/06/2019)                                                                   |                                          |                                     |                                     |      |          |          |
| Fonts: JEC, JEZ Llíria, Periòdic Ara. (* No són vots sinó electors. ** Percentatge respecte del cens electoral.) |                                          |                                     |                                     |      |          |          |

### Alcaldia
Des de 2003 l'alcalde de Xestalgar és Raúl Pardos Peiró, del Partit Socialista del País Valencià (PSPV-PSOE).
| Període                       | Alcalde o alcaldessa            | Partit polític | Data de possessió | Observacions |
| ----------------------------- | ------------------------------- | -------------- | ----------------- | ------------ |
| 1979–1983                     | Francisco Ortiz Lamaza          | PCE            | 19/04/1979        | --           |
| 1983–1987                     | Luis Jorge Cervera              | PSPV-PSOE      | 28/05/1983        | --           |
| 1987–1991                     | Luis Jorge Cervera              | PSPV-PSOE      | 30/06/1987        | --           |
| 1991–1995                     | José Antonio Benavent Hernández | PP             | 15/06/1991        | --           |
| 1995–1999                     | José Antonio Benavent Hernández | PP             | 17/06/1995        | --           |
| 1999–2003                     | José Antonio Benavent Hernández | PP             | 03/07/1999        | --           |
| 2003–2007                     | Raúl Pardos Peiró               | PSPV-PSOE      | 14/06/2003        | --           |
| 2007–2011                     | Raúl Pardos Peiró               | PSPV-PSOE      | 16/06/2007        | --           |
| 2011–2015                     | Raúl Pardos Peiró               | PSPV-PSOE      | 11/06/2011        | --           |
| 2015–2019                     | Raúl Pardos Peiró               | PSPV-PSOE      | 13/06/2015        | --           |
| 2019-2023                     | Raúl Pardos Peiró               | PSPV-PSOE      | 15/06/2019        | --           |
| Des de 2023                   | n/d                             | n/d            | 17/06/2023        | --           |
| Fonts: Generalitat Valenciana |                                 |                |                   |              |

## Monuments

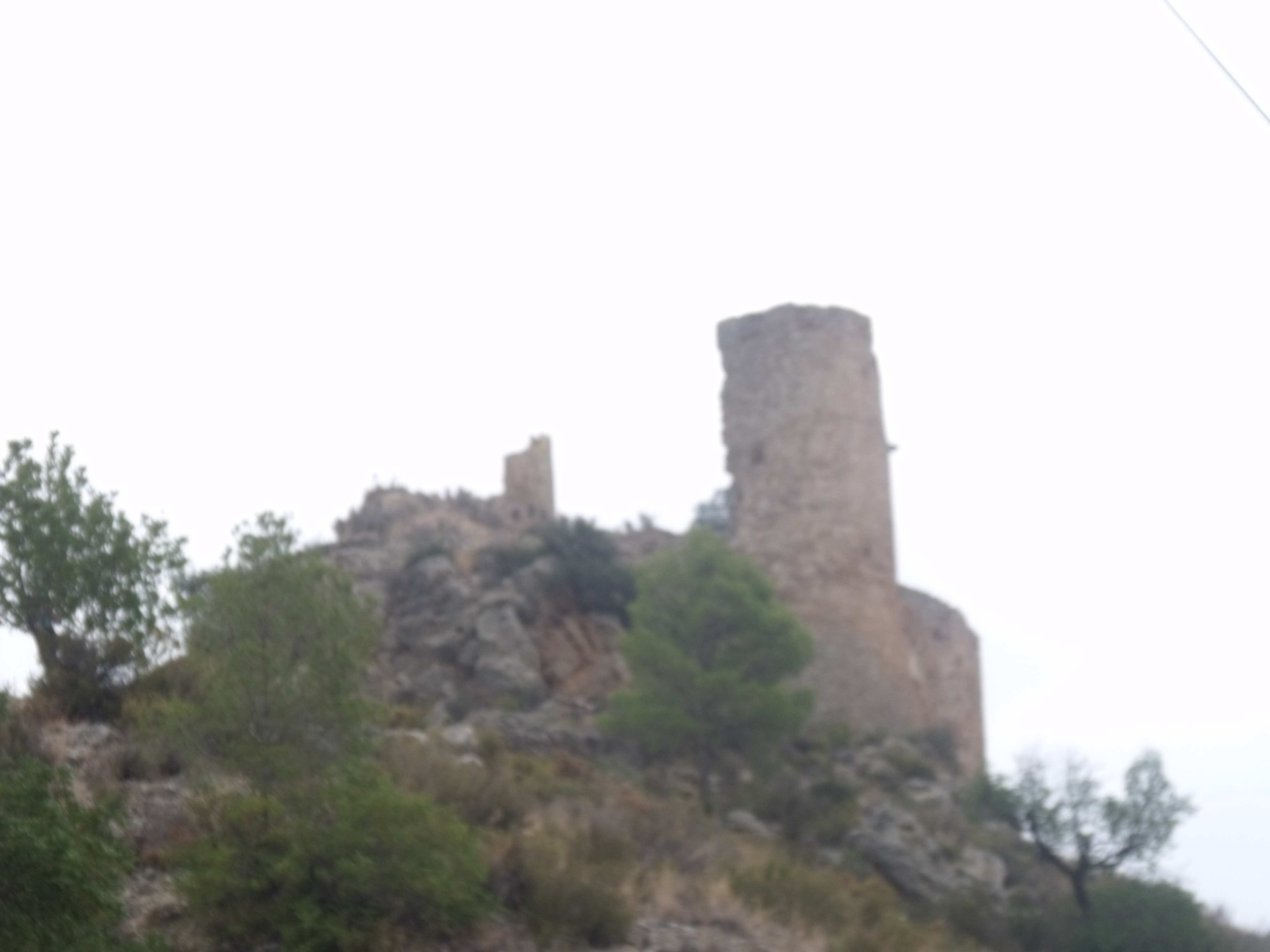
Castell dels Murons

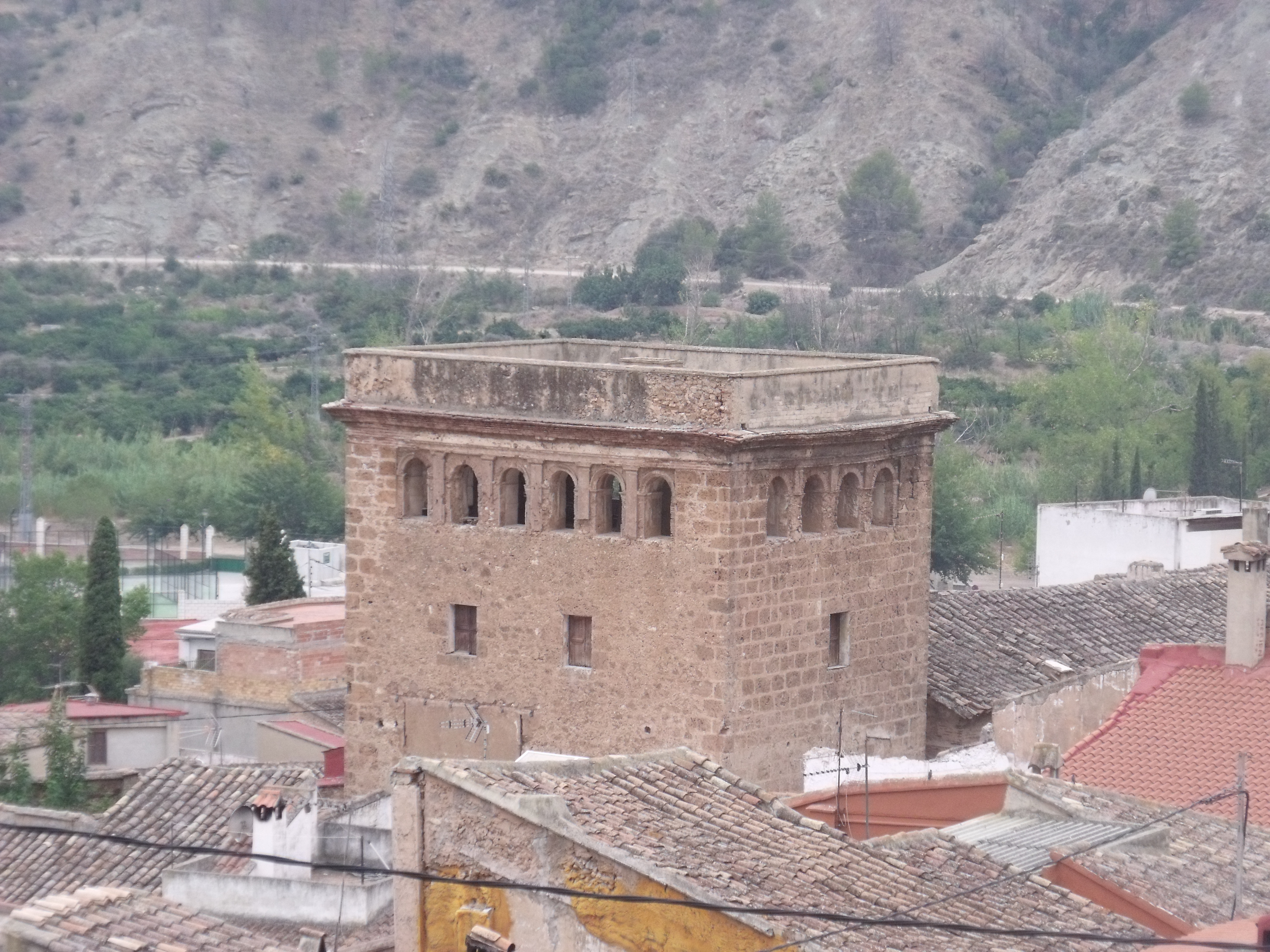
Palau de la Senyoria: vista de la torreta

- Castell de Los Murones. D'origen islàmic, conserva originals una torre i part de la muralla oest i est, així com restes de dues torres emmerletades cilíndriques assentades sobre un talús, que sobresurten de la muralla i aguaiten al poble, que es troba a la seua falda. La fortalesa es troba en estat de ruïna i solament mostra les línies bàsiques dels murs. L'única dependència que es conserva íntegra és l'aljub, situat en el pati d'armes. Podria datar del segle xii, probablement del regnat de l'emir Muhàmmad ibn Mardanix, durant el qual les fortificacions van rebre un fort impuls.
- Palau de la Senyoria. És una casa-fortalesa, antiga residència dels senyors de la vila i del batlle senyorial; cal destacar la seua torreta, envoltada completament de cases particulars, en la part baixa de la qual hi ha els calabossos. Encara que se n'han donat algunes dates, la seua cronologia és desconeguda.
- Església Parroquial. Està dedicada a la Puríssima Concepció i conté en el seu interior un mural de la Santíssima Trinitat i quatre quadres amb els Evangelistes, atribuïts a Ribalta. Segons Pedro Sucías Aparicio, l'edifici actual es va començar a construir el 1736 aprofitant en gran part l'anterior construcció gòtica, més menuda; la façana seria l'element més retardatari de l'església (segons el professor Bérchez) que s'acabà de construir cap a la darrera dècada del segle xviii seguint el disseny d'Antoni Gilabert, i el 1794 van ser aprovats dos retaules dissenyats per Vicent Marzo,[14] mentre que el campanar és posterior al 1805. Les seues campanes es van fondre l'any 1827.
- Ermita dels Sants de la Pedra, edifici del 1747 segons Pedro Sucías Aparicio, d'un estil barroc senzill.
- Font de la Verge de la Penya.

## Personatges destacats
- Blas Causera Carrión (1840-1906), llatinista i teòleg, va ser soci de mèrit de l'Ateneu Científic i Literari i autor de moltes obres especialitzades.
- Constantino Castellote Alcarria (cap al 1844 - ?), músic i eclesiàstic. Va compondre algunes peces religioses.
- Manuel Pavía Giménez (cap al 1836 - ?), retor de la Llosa del Bisbe.
- Alfons Cervera González  (1947), periodista i escriptor.

## Llocs d'interés
- Pintures rupestres de l'abric de Las Clochas. Es tracta d'una sèrie de dibuixos d'art llevantí de tipus macroesquemàtic i esquemàtic, que es troben en dos abrics del barranc de las Colochas o Clochas, entre el pic de Santa María i el pic del Burgal.

## Festes i celebracions
- Sant Blai i les Santes Relíquies. Se celebren el 3 i el 4 de febrer.
- Festes Patronals. Se celebren del 14 al 21 d'agost en honor de l'Assumpció, Sant Roc i Verge de la Penya.